# Stretto Sir William Parker
Lo stretto Sir William Parker è una via d'acqua naturale nell'oceano Artico, al centro dell'arcipelago artico canadese, nella regione di Qikiqtaaluk, nel territorio del Nunavut.
Separa l'isola Helena (a nord-ovest) dall'isola Bathurst (a sud-est).